# Iwama Ryu
Iwama Ryu var en aikidostil eller -organisation, som under sin storhetstid omfattade någonting mellan en tredjedel och en fjärdedel av alla svenska utövare. Internationellt sett omfattade Iwama Ryu delar av Morihiro Saitos elever i Europa men inte hans elever i Japan. I många fall fick eleverna välja om de ville ha sina graderingar i Iwama Ryu eller Aikikai. De högst graderade utövarna inom Iwama Ryu är Ulf Evenås och Paolo Corallini, bägge med sjunde dan och titeln shihan i Iwama Ryu. Inom stilen delades även särskilda grader i vapen ut, buki waza. 
Vid Saitos frånfälle valde såväl Corallini som Ulf Evenås och merparten av deras elever att gå tillbaka till Aikikai och Iwama Ryu upphörde att existera. Ulf Evenås är representant för ett nätverk för traditionell aikido i Skandinavien, Takemusu Aikido Scandinavia. Saitos son Hitohiro Saito valde att istället starta sin egen aikidoorganisation, Iwama Shin Shin Aiki Shurenkai. All aikido som följer Saito sensei brukar, oavsett organisation, i internationella sammanhang oftast kallas Iwama style.